# جیمز وایتساید مک‌کی
جیمز وایتساید مک‌کی (انگلیسی: James Whiteside McCay; ۲۱ دسامبر ۱۸۶۴ – ۱ اکتبر ۱۹۳۰) سلیسیتر، سیاستمدار، افسر اهل استرالیا بود.